# Ryjówka zwieńczona
Ryjówka zwieńczona (Sorex coronatus) – gatunek ssaka z rodziny ryjówkowatych. Średniej do dużej wielkości ryjówka z grupy ryjówki aksamitnej, zamieszkuje zachodnią Europę, gdzie występuje obficie.

## Genetyka
Diploidalna liczba chromosomów wynosi 2n = 22 lub 23. Liczba fundamentalna wynosi 44. Wśród autosomów obserwuje się 10 par metacentrycznych. Występują 3 chromosomy płciowe, podobnie jak u ryjówki aksamitnej, iberyjskiej czy alpejskiej. Dużemu, metacentrycznemu chromosomowi X towarzyszą dwa akrocentryczne chromosomy Y, przy czym Y1 jest mały, a Y2 osiąga średnie rozmiary.

## Budowa
Średnich do dużych rozmiarów ryjówka. Długość głowy i tułowia wynosi od 6,8 do 8 cm, w przypadku osobników niedojrzałych od 6,8 do 7,4 cm. Ogon mierzy od 3,7 do 4,6 cm. Masa ciała zawiera się w przedziale od 6,5 do 11,8 g, dla zwierząt niedojrzałych od 6,5 do 7 g. Osobniki zamieszkujące na terenach występowania ryjówki aksamitnej osiągają mniejsze rozmiary niż te niesąsiadujące z nią.
Ubarwienie ryjówki zwieńczonej jest dwubarwne. Ciemnobrązowy u osobników dorosłych grzbiet u młodocianych przybiera barwy jaśniejszego brązu. Szczególnie u dojrzałych zwierząt widać kontrast ciemniejszego grzbietu z jaśniejszymi, jasnoszarymi bokami i brzuchem zwierzęcia. Wyraźniejszy jest on też na obszarach sympatrycznego występowania ryjówki aksamitnej. Nie zauważa się go u młodocianych ryjówek zwieńczonych, u których rzeczone przejście jest raczej płynne. Autorzy opisują ogon nieco dłuższy niż połowa długości głowy i ciała, dwubarwny.

## Fizjologia
Ryjówka zwieńczona ma szybki metabolizm. Osiąga 289% wartości oszacowanej dla ssaka jej masy. Zimą masa ciała zwierzęcia znacznie spada.

## Systematyka
Gatunek opisał Pierre-Aimé Millet w 1828. Jako miejsce typowe podał on Blou w Maine-et-Loire we Francji.
Ryjówka zwieńczona zalicza się do ryjówkowatych (Soricidae) – rodziny dzielonej na 3 podrodziny: ryjówki (Soricinae), zębiełki (Crocidurinae) oraz myszoryjki (Myosoricinae). Podrodzina Soricinae dzieli się dalej na sześć plemion, wśród których wymienia się krecikówki (Anourosoricini), blarynki (Blarinellini), blariny (Blarinini), wodoryjki (Nectogalini), sorki (Notiosoricini) i ryjówki (Soricini). To ostatnie plemię obejmuje pojedynczy rodzaj Sorex, czyli ryjówkę, zasobny w 86 gatunków. Gatunki te dzieli się na dwie grupy tworzące odrębne podrodzaje Sorex (Sorex) i Sorex (otisorex), pozostawiając niektóre gatunki niezaliczone do żadnego. W obrębie licznego w gatunki podrodzaju Sorex (Sorex) wyróżnia się grupy bliżej spokrewnionych ze sobą gatunków. Przeprowadzone badania genetyczne uwzględniające nDNA i mtDNA wskazują na przynależność ryjówki zwieńczonej do grupy gatunkowej ryjówki aksamitnej, araneus group. Grupa ta obejmuje także ryjówkę aksamitną, gatunek o szerokim zasięgu występowania tworzący rozmaite rasy o odmiennej genetyce, ryjówkę alpejską, iberyjską, syberyjską i kaukaską. Badania genetyczne potwierdziły odrębność ryjówki zwieńczonej.
Podgatunków nie wyróżnia się. W badaniach genetycznych nie wykryto żadnych ras genetycznych.

## Ewolucja
Powstanie ryjówki zwieńczonej wiąże się ze zlodowaceniami. Ryjówki późniejszej grupy ryjówki aksamitnej przetrwały chłodne okresy w refugiach. Przodkowie ryjówki zwieńczonej przetrwali na południowym zachodzie Francji i w Hiszpanii. Później z zachodu skolonizowały Alpy i przedalpejskie niziny. Nowsze badania genetyczne, w tym niezgodność drzew otrzymanych dzięki sekwencjonowaniu mtDNA i chromosomu Y, wskazują jednak na skomplikowaną ewolucję tej grupy gatunków, obejmującą hybrydyzację. O ile ryjówka zwieńczona wydaje się przypominać ryjówkę iberyjską, dane genetyczne wskazują raczej na bazalną pozycję tej ostatniej w rzeczonej grupie gatunków. Jej genom jest najbliższy pierwotnemu genomowi grupy. Tak więc stanowi ona grupę zewnętrzną kladu tworzonego przez ryjówkę aksamitną, zwieńczoną i alpejską. Wedle innych badań wyróżnić można 3 linie, prócz wschodniej obejmującej niektóre rasy ryjówki aksamitnej oraz południowej (ryjówka alpejska) także linię południowo-zachodnią obejmującą ryjówki zwieńczoną i iberyjską. Jednak badania mtDNA nie pozwalają uznać ich za gatunki siostrzane. Inny pogląd widzi w ryjówce zwieńczonej grupę siostrzaną pozostałych gatunków, a rozejście ich linii szacuje się na 0,39–0,58, średnio 0,47 miliona lat, a więc na środowy plejstocen. Dopiero później, 0,27 miliona lat temu, miała się oddzielić ryjówka alpejska, a 0,2 miliona lat temu ryjówka iberyjska.

## Tryb życia
Ryjówka zwieńczona aktywna jest podobnie za dnia i w nocy, nie występuje zmienność co do pory roku. Jest aktywna dłużej od ryjówki aksamitnej. Jest także od niej bardziej społeczna, zaobserwowano więcej zachowań pokazowych, zrytualizowanych pojedynków raczej niż czynnej agresji w stosunku do innych osobników swego gatunku. Wykazuje terytorializm nawet poza sezonem rozrodu. Wtedy jednak obszary zajmowane przez różne osobniki zachodzą na siebie w niewielkim stopniu. Zachodzenie to zwiększa się w sezonie rozrodu.

### Cykl życiowy
Informacje dotyczące rozrodu tego gatunku nie są bardzo liczne. Samice w okresie rozrodu zajmują areały, na których pozostają samce. Tym ostatnim daleko do praktykowania monogamii, jednak ich zachowanie odbiega od obserwowanego u innych gatunków typowego promiskuityzmu, tak typowego dla ryjówki. Samce starają się pilnować samic, te jednak zwykle spotykają się także z innymi samcami, które też nie mają w zwyczaju ograniczać się do jednej samicy. Cantoni nazywa gatunek monogamicznym z tendencją do poligamii. Samce uchylają się jednak od jakiegokolwiek wsparcia matek swych dzieci. Jedno z doniesień wspomina o napotkaniu od maja do sierpnia trzech ciężarnych samic na północy Hiszpanii. Miały w macicy w dwóch przypadkach cztery i w jednym pięć zarodków. Z kolei w zachodnich Niemczech ciężarne ryjówki zwieńczone obserwowano od marca do września, w sumie 4 samice. Nosiły w macicach 4, 4, 5 i 7 zarodków.

## Rozmieszczenie geograficzne
Ryjówka zwieńczona jest gatunkiem europejskim. Jej zasięg występowania ciągnie się od północnej Hiszpanii na zachodzie przez Francję, Szwajcarię, Belgię, Holandię i Luksemburg aż do Niemiec na wschodzie. Obejmuje on także wyspę Jersey. IUCN wymienia ponadto Andorę, Austrię (tylko jej zachodni kraniec), Guernsey, Liechtenstein. Tereny te leżą od poziomu morza do wysokości 1200 m.

## Ekologia
Siedlisko ryjówki zwieńczonej to lasy mieszane iglaste i szerokolistne wysoko położone oraz nizinne lasy szerokolistne. IUCN wymienia także krzaki i mokradła, dokładniej także żywopłoty, opuszczone przez człowieka łąki. Ryjówka wymaga gęstej niskiej roślinności. Na obszarach silnie zmienionych przez człowieka występuje rzadko, unika jego siedzib.
Ryjówka zwieńczona występuje sympatrycznie z ryjówką aksamitną, jednak występują w odrębnych mikrosiedliskach, co zmniejsza konkurencję.
W diecie tego gatunku dominują ślimaki, czego dowodem liczne ich szczątki znajdowane w żołądkach. Ponadto częstą zdobyczą ryjówki zwieńczonej padają imagines i larwy chrząszczy, pająki oraz mszyce. Badania z Pirenejów wykazały 28 różnych pokarmów. Przeważały pareczniki, larwy muchówek, Opistopora, ślimaki, chrząszcze i pluskwiaki. Autorzy badania wskazali też podobieństwo do diety ryjówki aksamitnej.

## Zagrożenia i ochrona
IUCN przyznała jej status gatunku najmniejszej troski. Ostatni raz status gatunku oceniono w 2016, wcześniej taką samą ocenę otrzymał on w 2008 i analogiczną w 1996. Na większości zasięgu swego występowania, z wyjątkiem tylko północnego jego brzegu, ryjówka zwieńczona występuje obficie. Populacja jest stabilna, choć całkowita liczebność nie została poznana. IUCN nie wymienia istotnych zagrożeń dla gatunku, aczkolwiek na skraju zasięgu w Szwajcarii odnotowano spadek liczebności z pozostawieniem jedynie populacji reliktowych wywołany rolnictwem i stosowaniem pestycydów. Szkodliwe związki chemiczne przyjmowane z pokarmem mogą gromadzić się w organizmach ryjówek. Zagrożenie to nie ma jednak charakteru globalnego.
Ryjówkę zwieńczoną obejmuje Załącznik III konwencji berneńskiej. Ponadto jej szeroki zasięg występowania obejmuje liczne tereny objęte ochroną.